# کودتای ژوئیه ۱۹۳۶ اسپانیا
کودتای ژوئیه ۱۹۳۶ اسپانیا (اسپانیایی: Golpe de Estado de España de julio de 1936) یک شورش نظامی با هدف سرنگونی جمهوری دوم اسپانیا بود که نهایتاً به جنگ داخلی اسپانیا میان جمهوری‌خواهان و ملی‌گرایان انجامید. این کودتا برای روز ۱۸ ژوئیه ۱۹۳۶ میلادی برنامه‌ریزی شده بود با این حال عملاً یک روز زودتر در مراکش تحت‌الحمایه اسپانیا آغاز شد اما به جای آنکه بتواند منجر به انتقال قدرت شود باعث شد تا ارتش و کشور اسپانیا به دو بخش تقسیم شود و جنگ داخلی میان طرفین آغاز شود که نتیجه آن به قدرت رسیدن فرانسیسکو فرانکو در سال ۱۹۳۹ میلادی بود.
کودتاچیان انتظار یک شورش سریع و انتقال قدرت کم دردسر را داشتند اما در عمل دولت توانست اداره بخش‌های مهمی از کشور مانند مالاگا و خائن (اسپانیا) را حفظ نماید هرچند که شورشیان نیز توانستند بخش‌هایی مانند آلمریا و کادیس را تصرف نمایند و ژنرال گونزالو کیبو دیانو نیز موفق شد بخش عمده جنوب اسپانیا مانند سویا را برای کودتاچیان امن کرد. اما در پایتخت اسپانیا یعنی شهر مادرید شورشیان پس از تلاش ناموفق خود در پادگان مونتانا محاصره شدند که بالاخره پس از خونریزی‌های فراوان سقوط کرد. در بارسلون نیز تلاش‌های شورشیان ناموفق بود و ژنرال کودتاچی به نام مانوئل گودید توسط جمهوری‌خواهان دستگیر و سپس اعدام شد. در روز ۱۹ ژوئیه خوزه جیرال نخست‌وزیر جدید جمهوری فرمان پخش سلاح میان اتحادیه‌های کارگری و مردم طرفدار جمهوری را صادر نمود. در آراگون و کاتالونیا نیز آنارشیست‌ها توانستند اداره مناطقی را به دست بیاورند. کودتاچیان علاوه بر سپاه ۳۰ هزار نفره مستقر در آفریقا که مجهزترین و حرفه‌ای‌ترین بخش ارتش این کشور بود توانستند تقریباً ۶۶ هزار ارتشی دیگر را نیز در خاک اسپانیا با خود همراه نمایند. دولت نیز توانست تقریباً نیمی از ارتش و سلاح‌های سنگین و سبک در انبارها را در دست خود نگه دارد.

## پیشینه
پس از انتخابات سال ۱۹۳۳ میلادی اسپانیا وارد دوره‌ای شد که چپ‌ها به آن «دوسال سیاه» می‌گفتند زیرا در آن انتخابات نتوانستند به صورت کامل پیروز شوند و دولت مدنظر خود را تشکیل دهند. در سوی دیگر نیز پادشاهی‌خواهان آلفونیست و کارلیست نیز با کمک‌های بنیتو موسولینی در حال تقویت خود بودند. رهبر حزب راست محافظه‌کار کنفدراسیون اسپانیایی راست‌های خودمختار خوزه ماریا گیل روبلز از حزب جمهوری‌خواه رادیکال و دولت اقلیتی آن حمایت می‌کرد و تلاش می‌کرد تا شاخه افراطی حزب به نام اقدام خلقی جوانان را مدیریت نماید اما پادشاهی‌خواهان نظر به گروه‌های تندرویی مانند فالانژهای اسپانیایی شوراهای هجومی ملی سندیکالیستی داشتند که رهبری آن با خوزه آنتونیو پریمو دریورا بود. پس از انتخابات سال ۱۹۳۳ میلادی هنگامی که کشور با درگیری‌های خیابانی روبرو شد روبلز با کمک قوانین ضد اعتصاب اتحادیه‌های کارگری را سرکوب نماید. تلاش‌ها برای کوتاه کردن دست سوسیالیست‌ها از شوراهای محلی باعث اعتصاب عمومی شد که با دستگیری چهار نماینده و نقض اصول از قانون اساسی به شدت سرکوب شد.
در ۲۶ سپتامبر ۱۹۳۴ میلادی دولت اقلیت با کابینه‌ای متشکل از حزب جمهوری‌خواه رادیکال و سه عضو از کنفدراسیون اسپانیایی راست‌های خودمختار تشکیل شد. اعتصاب عمومی که توسط اتحادیه عمومی کارگران (اسپانیا) راه افتاده بود نیز به سرعت در هم شکست. ژنرال فرانسیسکو فرانکو نیز به صورت غیررسمی دستور یافت تا اعتصاب سال ۱۹۳۴ معدنچیان آستوریاس را سرکوب نماید. معدن‌چیان ناراضی در این مدت توانسته بودند چندین شهر را به اشغال خود در بیاورند و طی ۱۰ روز ۳۰ هزار کارگر را جهت مقابله با دولت آماده کنند. سربازان فرانکو که بخشی از آن‌ها از ارتش آفریقا (اسپانیا) بودند در سرکوب این شورش دست به اقدامات وحشتناک و اعدام فراقانونی افراد زدند. در این مدت ۱۰۰۰ و ۲۵۰ سرباز کشته شدند. طرفین تا ماه‌ها اقدام به تلافی، شکنجه، بمباران و اذیت یکدیگر می‌نمودند و به نظر می‌رسید که جمهوری در عمل پایان یافته است و احزاب سیاسی اقدام به ایجاد شاخه‌های شبه‌نظامی کردند. در سال ۱۹۳۵ میلادی و دولت جدید آلخاندرو لروکس سهم کنفدراسیون اسپانیایی راست‌های خودمختار به پنج نفر افزایش یافت و گیل روبلز وزیر جنگ شد. او اقدام به پاکسازی وزارت خود از نیروهای چپ کرد و طرفداران خود را ارتقا درجه داد و برای مثال فرانکو به سمت رئیس ستاد رسید.
انتخابات عمومی سال ۱۹۳۶ اسپانیا در شرایط پرالتهاب و خشونت‌آمیز انجام شد که نتیجه آن پیروزی ائتلافی از نیروهای چپ به نام جبهه خلقی با کمتر از ۱ درصد برتری بود. در نتیجه این شکست ملی‌گرایان به دنبال سرنگونی جمهوری افتادند. مجلس جدید در آوریل نیکتو آلکالا زامورا را از ریاست‌جمهوری برکنار و مانوئل آزانیا را به جای او نشاند و سانتیاگو کاسارس کوئیروگا نیز به نخست‌وزیری رسید اما دولت ضعیف مانوئل آزانیا از آشتی میان طرفین ناتوان بود و خشونت و انتقام‌جویی مرتباً افزایش می‌یافت.
راست‌ها که به واسطه این اتفاقات دیگر به اعمال پارلمانتاریستی اعتقاد نداشتند خوزه کالوو سوتلو که دارای عقاید پادشاهی‌خواهی بود را به جای گیل روبلز به رهبری راست‌ها در مجلس رساندند. در سوی دیگر نیز قدرت‌گیری کمونیست‌ها که عقاید تندتری نسبت به سوسیالیست‌ها داشتند موجب وحشت در طبقات متوسط اسپانیا شده بود و در همین حال گروهی از نظامیان که سیاستمداران حرفه‌ای و رفتارشان را مسخره می‌دانستند تصمیم گرفتند پیش از نابودی و تجزیه اسپانیا دست به کودتا بزنند.

## آماده‌سازی‌ها
پس از انتخابات ۱۸ ژانویه ۱۹۳۶ میلادی دولت اسپانیا درگیر مشکلات گوناگونی بود که مهم‌ترین آن ایجاد توازن میان تهدید گروه‌های چپ‌گرا و ارتشی بود که بیشتر به سمت راست تمایل داشت. بدین منظور آزانیا به جای بازنشسته کردن ژنرال‌های مشکوک شروع به تغییر سمت آن‌ها کرد. فرانگو از ریاست ستاد برکنار و به جزایر قناری فرستاده شد. گودید که بازرس عام بود به جزایر بالئاری انتقال یافت و امیلیو ملا که فرمانده ارتش آفریقا (اسپانیا) بود به فرماندهی پامپلونا در نابارا رسید. این وضعیت جدید به مولا کمک کرد که کودتا را از درون خاک اسپانیا آماده کند اما از آنجایی که رابطه او با پادشاهی‌خواهان کارلیست متشنج بود خوزه سانخورخوتبدیل به چهره اصلی رابط میان ارتش و پادشاهی‌خواهان شد.
در ۱۲ ژوئن نخست‌وزیر وقت سانتیاگو کاسارس کوئیروگا با خوان یاگوی که متهم به طراحی توطئه‌های رو به گسترش در شمال آفریقا بود ملاقات کرد اما یاگوی توانست با نیرنگ کوئیروگا را قانع کند که به جمهوری وفادار است. مولا در ۱۵ ژوئیه ملاقاتی را با فرماندهان پادگان‌های شمال اسپانیا ترتیب داد که مقامات محلی به محض اطلاع محل را با نیروهای امنیتی محاصره کردند اما نخست‌وزیر اعلام کرد که به مولا اعتماد دارد و به مقامات محلی فرمان داد کاری با جلسه نظامی‌ها نداشته باشند. هرچند که مولا از بهار به صورت جدی در حال برنامه‌ریزی برای کودتا بود اما فرانکو تا ماه ژوئن در این مورد تردید داشت. فرانکو در میان نظامیان اسپانیا به دلیل مقام‌هایی که پیشتر داشت و سرکوب شورش سال ۱۹۳۴ میلادی دارای اعتبار زیادی بود و در ارتش آفریقا که مجهزترین و حرفه‌ای‌ترین بخش نیروهای مسلح اسپانیا بود نیز محبوبیت داشت. او در ۲۳ ژوئن نامه محرمانه‌ای به کاسارس کوئیروگا نوشت که ضمن آن با اشاره به بی وفایی ارتش به دولت جدید اعلام کرده بود که اگر در راس قرار بگیرد می‌تواند ارتش را کنترل نماید اما نخست‌وزیر هیچ کاری نکرد و نتوانست فرانکو را با دولت همراه سازد. فرانکو نیز پس از همراهی با شورشیان در ۱۴ ژوئیه با یک پرواز از جزایر قناری به آفریقا آمد.

## قتل کالوو سوتلو
در ۱۲ ژوئیه ۱۹۳۶ میلادی فردی با نام خورخه باردینا که از اعضای فالانژها بود یک افسر پلیس به نام خوزه کاستیلو که دارای عقاید سوسیالیستی بود را کشت. در روز بعد اعضای سپاه امنیت و هجوم پلیس اسپانیا قصد دستگیری گیل روبلز را داشتند که پیدا نشد و به جای او خوزه کالوو سوتلو که از اعضای راست‌گرای مجلس و پادشاهی‌خواه بود را گرفتند و بدون محاکمه اعدام کردند.

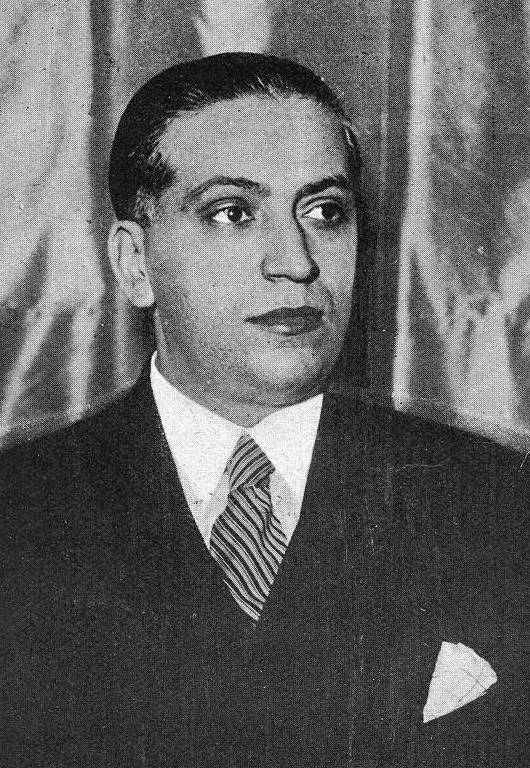
تصویر کالوو سوتلو

قتل کالوو سوتلو و مشارکت مشهود پلیس در آن باعث شک و واکنش جدی در میان نیروهای راست اسپانیا شد و انتقام‌گیری‌های شدیدی آغاز شد. این مسئله به مانند یک کاتالیزور عمل کرد و توجیه عمومی برای کودتا را فراهم آورد که ادعا می‌کرد نه علیه دموکراسی که برای رهایی اسپانیا از آنارشی انجام می‌شود. در سوی دیگر نیز سوسیالیست‌ها و کمونیست‌ها خواستار پخش سلاح میان مردم بودند تا بتوانند در برابر شورش احتمال ارتش مقاومت کنند اما دولت همچنان مردد بود.
هواپیمایی که قرار بود فرانکو را به مراکش ببرد در ۱۴ ژوئیه به گران کاناریا رسید اما از آنجایی که فرانکو در تنریفه بود بدون اجازه فرمانده نظامی گران کاناریا که ژنرال آمادو بالمس نام داشت نمی‌توانست به آنجا برود. در رخدادی عجیب بالمس در روز ۱۶ ژوئیه در اثر برخورد گلوله به شکمش جان باخت. اینکه مرگ او حاصل تصادف، خودکشی یا قتل است به صورت دقیق مشخص نیست. از آنجایی که شورش مدت کوتاهی پس از مرگ او آغاز شد امکان تحقیقات گسترده در مورد علت مرگ او ممکن نشد اما از آنجایی که افسران حاضر در محل که مرگ را حاصل تصادف و دررفتن گلوله اعلام کردند جزوی از شورشیان نبودند و بعدها به جمهوری وفادار ماندند احتمال توطئه و قتل را می‌کاهد.

## شروع

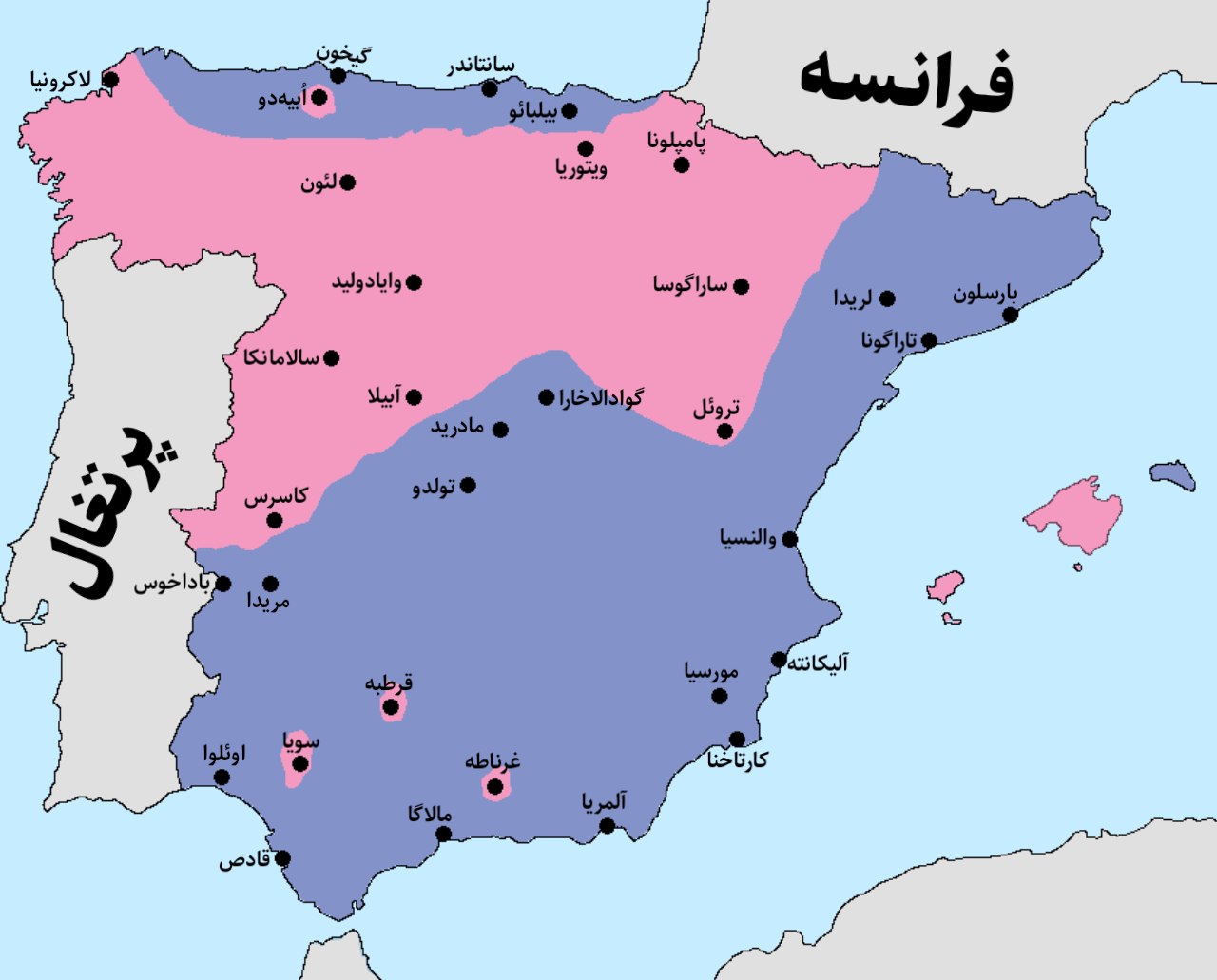
نقشه وضعیت اسپانیا در ژوئیه ۱۹۳۶ میلادی (در این نقشه جزایر قناری و آفریقای در اداره اسپانیا به نمایش نیامده‌اند):
در دست ملی‌گرایان
در دست جمهوری‌خواهان

شورش قرار بود در ساعت ۵ صبح روز ۱۸ ژوئیه در مراکش آغاز شود و یک روز بعد نیز پادگان‌های دیگر درون اسپانیا به آن بپیوندند. هدف از این شورش در ابتدا یک کودتای آرام و کم خشونت بود اما دولت توانست مقاومت کند و بخش‌های بزرگی از کشور را در دست خود نگه دارد.
در مراکش تحت‌الحمایه اسپانیا ارتش ۳۰ هزار نفره مستقر در آنجا که قدرتمندترین بخش نیروهای مسلح اسپانیا بود به صورت کامل از شورشیان حمایت می‌کرد. افزون بر افسران اسپانیایی این ارتش از نیروهای مسلمانی تشکیل شده بود که از قبایل محلی منطقه بودند و نیروهای منظم بومی نام داشتند و به آن‌ها گفته شده بود که جمهوری دشمن الله است. لو رفتن طرح در مراکش موجب شد که شورش یک روز زودتر آغاز شود. شورشیان به سرعت تمام مراکش را به تصرف خود درآوردند. افسران وفادار به جمهوری مقاومت کمی توانستند ترتیب دهند و در نهایت همگی توسط شورشیان اعدام شدند. در مجموع شورشیان در مراکش ۱۸۹ نفر که شامل رهبران اتحادیه‌های کارگری و افسران جمهوری‌خواه بود را کشتند. فرانکو و گودید نیز به سرعت جزایری را که به آن تبعید شده بودند را تصرف کردند و تلاش نیروهای چپ در بستن جاده‌های جزایر قناری برای دستگیری فرانکو نافرجام بود و او توانست با یک قایق خود را به فرودگاه برساند.
در روز ۱۸ ژوئیه دولت پیشنهاد گروهای چپ مانند کنفدراسیون ملی کار و اتحادیه عمومی کارگران برای کمک را رد کرد و اعلام نمود که شورش تنها در مراکش تحت‌الحمایه اسپانیا رخ داده و مردم باید به شیوه‌های قانونی برای مقابله با شورش اعتماد کنند. با این حال گروه‌های چپ اعلام اعتصاب عمومی نمودند که در واقع یک بسیج نیرو بود و سلاح‌هایی را که در این سال‌ها توانسته بودند به دست بیاورند را میان چپ‌ها تقسیم کردند. دیگر نیروهای شبه‌نظامی دولتی مانند واحدهای رزمی پلیس و نیروهای امنیتی هم در این روزها منتظر بودند تا ببینند قدرت کدام طرف بیشتر است تا به آن بپیوندند و به همین سبب سرعت عمل شورشیان یا غیرنظامی‌های مسلح شده توسط گروه‌های چپ بود که در روزهای ابتدایی سرنوشت یک شهر را مشخص می‌کرد.

## کودتا در بخش‌های نظامی
پیش از کودتا سرزمین اصلی اسپانیا به هشت بخش گوناگون بخش شده بود و هر بخش میزبان یک لشکر بود. بیشتر افسران ارشدی که در رده‌های میانی قرار داشتند در جریان کودتا نبودند و از هشت فرمانده ارشد که هر یک فرماندهی لشکر بخش خود را به عهده داشتند تنها یک نفر با کودتاچیان همراه بود و از آن اطلاع داشت. از هشت رئیس ستاد سه تن از کودتا اطلاع داشتند و سه تن دیگر نیز پس از آغاز به آن پیوستند. اتکا کودتاچیان بیشتر به افسران جز و درجه‌داران بود تا بتوانند ضمن تصرف پادگان‌ها افسران ارشد را مجبور به همراهی با خود کنند. در بخش‌هایی مانند ساراگوسا و ویادولیدا شبکه کودتاچیان قوی بود و پیروزی‌شان حتمی اما در بخش‌های دیگر این شبکه ضعف‌هایی داشت و ممکن بود شکست بخورد.

### لشکر اول (مادرید)

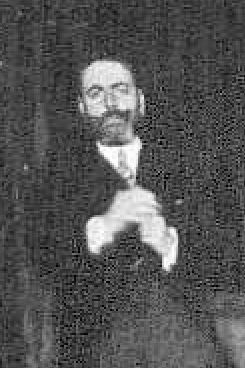
تصویر خواکین فانخول از رهبران اصلی کودتاچی در مادرید

فرمانده این بخش به نام ویرجیلیو کابانلاس فرر هرچند از کودتا آگاه بود اما قصدی برای پیوستن به آن نداشت. او در نخستین ساعات روز ۱۸ ژوئیه توسط دولت برکنار و دستگیر شد و تا سال ۱۹۳۹ میلادی در زندان ماند. دولت اسپانیا فرد دیگری به نام لوئیس کاستلو پانتوخا را که آن زمان در باداخوس مستقر بود را به جای او به فرماندهی برگزید. در مدتی که منتظر بودند تا پانتوخا به مادرید برسد نخست خوزه میاجا به فرماندهی لشکر رسید اما در ۱۹ ژوئیه مشخص شد که او به عنوان وزیر جنگ در کابینه دیگو مارتینز باریو تعیین شده است و فرماندهی لشکر به مانوئل کاردنال دومینیکیس رسید. پانتوخا بالاخره در ۱۹ ژوئیه به مادرید رسید اما فهمید که در همان روز به عنوان وزیر جنگ دولت جدید خوزه جیرال تعیین شده است و قرار شد کالستینو گراسیا آنتونز به فرماندهی لشکر برسد. رئیس ستاد لشکر مادرید با نام کلنل لوئیس پرز پاناماریا نیز هرچند با کودتاچیان همدلی داشت اما در آن نقشی نداشت بلکه کودتاچیان مادرید بیشتر متکی به دو ژنرال با نام‌های رافائل ویلگاس و خواکین فانخول بودند. وقتی که نیروهای کودتاچی دچار شکست شدند و در پادگان مونتانا شکست خوردند ویلگاس و فانخول توسط آنارشیست‌ها اعدام شدند. کلنل لوئیس پرز پاناماریا نیز به جرم کم‌کاری محاکمه شد (سال‌ها بعد که ملی‌گراها بر سر کار آمدند نیز او را به دلیل نبود همراهی کامل با کودتا محاکمه کردند. پس از این اتفاقات لشکر مادرید منحل شد.

### لشکر دوم (سویا)

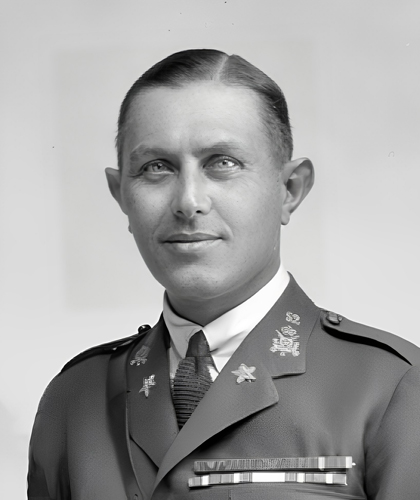
تصویر ژنرال خوزه فرناندز ویلاآبریلا

فرمانده این بخش ژنرال خوزه فرناندز ویلاآبریلا و رئیس ستادش خوان کانترو اورتگا به جمهوری وفادار بودند و سردسته کودتاگران در این ناحیه یکی از افسران ستاد با نام خوزه کوئستا مونرئو بود. شبکه‌ای که مونرئو در این بخش ایجاد کرده بود بسیار توانا و کارآمد بود و چند روز پیش از شروع کودتا آن‌ها از ویلاآبریلا نیز تقاضا کردند تا به ایشان بپیوندند. با وجود اینکه ویلاآبریلا این تقاضا را رد کرد اما نشانی از تلاش‌های او برای مقابله با کودتاچیان نیز دیده نمی‌شود. براساس طرح کودتاچیان در این ناحیه کوئپه دلیانو باید فرماندهی نیروهای شورشی را به عهده می‌گرفت که در روز ۱۸ ژوئیه با کمک مونرئو موفق به این کار شد. کودتاچیان ویلاآبریلا را دستگیر، محاکمه و به زندان محکوم کردند. کانترو اورتگا نیز در زمان شورش به آلخسیراس رفت و سیاست صبر و انتظار را در پیش گرفت. هنگامی که او بالاخره در ماه اوت به سویا بازگشت ملی‌گرایان تسلط خود را کامل کرده بودند و او را از تمام مشاغلش خلع نمودند.

### لشکر سوم (والنسیا)
در والنسیا فرمانده بخش فرناندو مارتینز مونخه و رئیس ستادش آدولفو ماشیناندیارنا برگا از کودتا آگاه نبودند و کودتاچیان در این بخش هیچ نیرویی که موقعیت ویژه و توانمندی داشته باشد نداشتند. مهم‌ترین چهره کودتاچی در این بخش بارتولومی باربا هرناندز بود که بیشتر توان بسیج بخش غیرنظامی را داشت و در ارتش چندان توانا نبود. ژنرال مانوئل گونزالز کاراسکو هم که در ابتدا قرار بود فرماندهی شورشیان در این بخش را به عهده داشته باشد نیز در روزهای آماده‌سازی کودتا توسط ژنرال مولا به بارسلون فرستاده شد تا در شورش آنجا نقش ایفا کند اما مدت کوتاهی پیش از آغاز کودتا او را دوباره به والنسیا فرستادند که همین رفت و آمدها موجب شد کودتاچیان شبکه قدرتمندی در لشکر این بخش نداشته باشند. وقتی که در ۱۸ ژوئیه کودتا آغاز شد تعداد معدودی از کودتاچیان کوشیدند تا مارتینز مونخه را با خود همراه کنند اما او و رئیس ستادش پاسخی به این خواست‌ها ندادند. گونزالز کاراسکو نیز که متوجه نبود شبکه قدرتمند حامی کودتا در لشکر بود اقدام خاصی انجام نداد و نهایتاً او و باربا هرناندز به نواحی در دست ملی‌گرایان گریختند. بدین ترتیب پادگان والنسیا به مدت دو هفته بدون موضع‌گیری خاصی باقی ماند تا بالاخره طرفداران جمهوری اوضاع را به دست گرفتند. مارتینز مونخه به جای دیگری انتقال یافت و ماشیناندیارنا برگا نیز دستگیر و محاکمه شد. اتفاقی که پس از قدرت‌گیری ملی‌گرایان در سال ۱۹۳۹ میلادی یکبار دیگر برای ماشیناندیارنا برگا تکرار شد.

### لشکر چهارم (بارسلون)

تصویر ژنرال فرانسیسکو یانو دلا انکومیندا

فرمانده این بخش فرانسیسکو یانو دلا انکومیندا کاملاً به جمهوری وفادار بود اما رئیس ستادش مانوئل موخو مارکائیدا از کودتا خبر داشت و به نظر می‌رسد با آن همراه نیز بود. با این حال مهم‌ترین فرد کودتاچیان در این بخش فرانسیسکو موت رامون بود که از افسران ارشد لشکر و ستاد آن محسوب می‌شد. براساس طرح ژنرال مولا قرار بود فرمانده کودتاچیان در بارسلون مانوئل گونزالز کاراسکو باشد اما مدتی پیش از کودتا او را به والنسیا فرستادن و فرماندهی به مانوئل گودید رسید. گودید وقتی به بارسلون رسید که شورش در دیگر نواحی کشور آغاز شده بود. موخو به سرعت فرماندهی گودید را پذیرفت اما یانو دلا انکومیندا فعالانه در تلاش برای سرکوب کودتاچیان بود. شورشیان با اینکه توانستند یانو دلا انکومیندا را برای چند ساعت بازداشت نیز نمایند اما در نهایت با آمدن مردم به خیابان‌ها شکست خوردند. گودید و موخو به سرعت محاکمه و توسط مردم خشمگین اعدام شدند اما موت رامون توانست خود را به نواحی در دست ملی‌گرایان برساند و نجات یابد.

### لشکر پنجم (ساراگوسا)

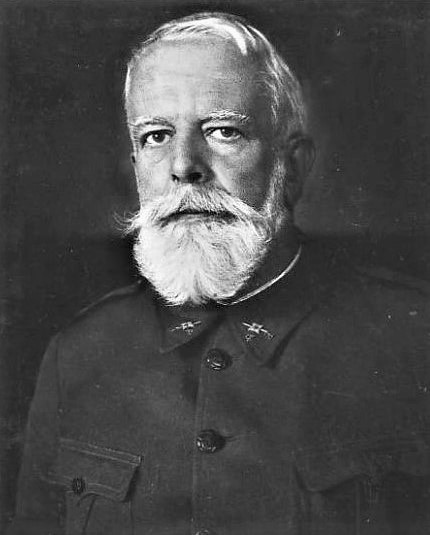
تصویر ژنرال میگوئل کابانلاس

در این بخش هم فرمانده آن ژنرال میگوئل کابانلاس و هم رئیس ستاد فدریکو مونتانر کاملاً با کودتاچیان هماهنگ و همراه بودند. به دلیل همین هماهنگی کامل نیز هنگامی که کودتا آغاز شد لشکر ساراگوسا به سرعت با کودتاچیان همراه شد و معدود افسران وفادار به جمهوری نیز به سرعت از صحنه حذف شدند و کابانلاس به عنوان فرمانده نظامی منطقه باقی ماند.

### لشکر ششم (بورگوس)

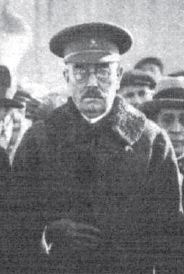
تصویر ژنرال دومینگو باتت مسترس

فرمانده این ناحیه دومینگو باتت مسترس نه تنها از کودتا خبر نداشت که به شدت می‌کوشید تا از بروز هرگونه ناآرامی جلوگیری کند. رئیس ستاد این ناحیه به نام خوزه آیزپورو مارتین پینیلوس که با کودتاچیان همراه بود هم در اوایل ژوئیه با فرناندو مورنو کالدرون جایگزین شد اما شبکه‌ای که او ساخته بود آنقدر توانا بود که کودتاچیان مطمئن باشد در هنگام نیاز می‌توانند اداره لشکر را به دست بگیرند. هنگامی که کودتاچیان در ۱۹ ژوئیه کار خود را آغاز کردند باتت مسترس در برابر ایشان مقاومت نمود اما دستگیر، محاکمه و اعدام شد. مورنو اما در آخرین لحظه به شورشیان پیوست و پس از آن فرماندهی این لشکر به فیدل داویا آروندو رسید.

### لشکر هفتم (وایادولید)

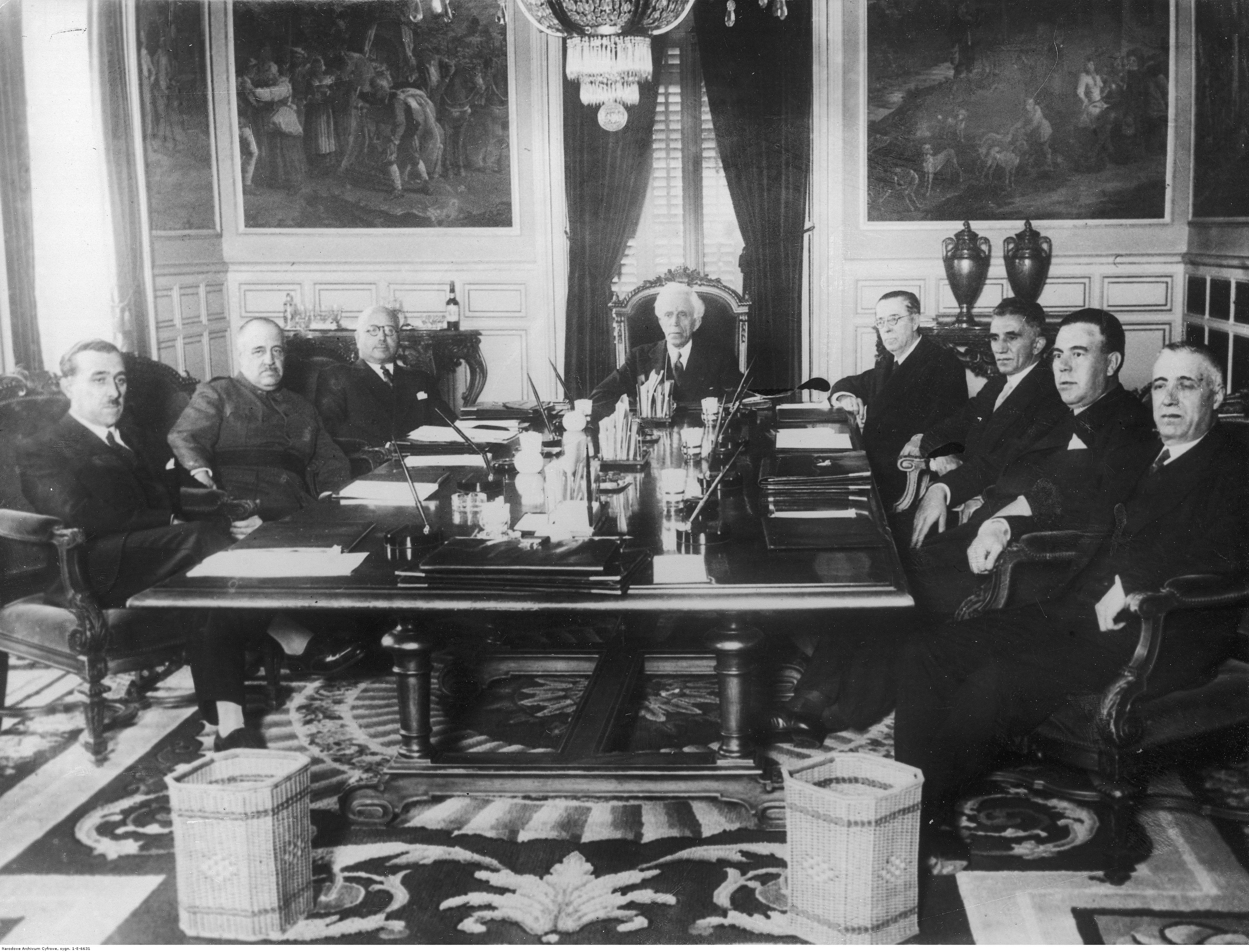
تصویر ژنرال نیکولاس مولرو لوبو با لباس نظامی در سمت چپ تصویر

فرمانده این بخش ژنرال نیکولاس مولرو لوبو از کودتا خبر نداشت اما رئیس ستادش آنسلو لوپز ماریستانی مهره اصلی کودتاچیان در این لشکر بود. ماریستانی مدت کوتاهی پیش از کودتا به مادرید فراخوانده شد اما در آنجا هم با کودتاچیان و شبکه آن‌ها در وایادولید در ارتباط بود. جانشین او در ریاست ستاد خوان کوئرو اوروزکو بود که از وقایع اطلاعی نداشت. در عصر ۱۸ ژوئیه کودتاچیانی مانند ماریستانی خود را از مادرید به مقر لشکر وایادولید رساندند و پس از یک درگیری کوتاه با مردان ژنرال مولرو توانستند او را دستگیر و اداره لشکر را به دست بگیرند. اوروزکو نیز در نهایت به شورشیان پیوست و فرماندهی بخش به آندرس سالیکیت رسید.

### لشکر هشتم (لاکرونیا)

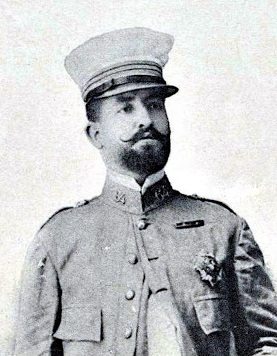
تصویر ژنرال انریکو سالکدو مولینوئوو

فرمانده این بخش ژنرال انریکو سالکدو مولینوئوو از کودتا بی اطلاع بود اما رئیس ستاد آن با نام لوئیس تووار فیگوراس ارتباطات اندکی با کودتاچیان داشت هرچند که هیچگاه دست به هیچ اقدامی نزد. چهره کلیدی کودتاگران در این بخش فرمین گوتیرز سوتو بود که از افسران ارشد ستاد محسوب می‌شد. شبکه کودتاچیان این بخش در روزهای ۱۸ و ۱۹ ژوئیه بی برنامه بود و کاری نکرد. با گسترش شورش در سرتاسر اسپانیا سالکدو مولینوئوو که به اعضا ستاد خود مشکوک بود در ساعت‌های نخست روز ۲۰ ژوئیه فرمان بازداشت تووار و سوتو را داد. در این مرحله افسران کودتاچی بر سالکدو شوریدند و او را بازداشت کردند. پس از آن نیز کودتاچیان انریکو کانوواس لاکروس را به فرماندهی لشکر این بخش منصوب نمودند.

## پسایند
با وجود همه عزم و خشونتی که نیروهای کودتاچی داشتند موفق نشدند هیچ شهر بزرگی به جز سویا را تصرف نمایند. در نواحی از اسپانیا که جمعیت مذهبی و محافظه‌کار داشت مانند کاستیل کهن و لئون کودتاچیان به سرعت پیروز شدند و در پامپلونا مردم آنگونه کودتا را گرامی داشتند که گویا جشنی در راه است. دولت اما علاوه بر شهرهای بزرگ توانست اداره بخش‌هایی مانند مالاگا، خائن (اسپانیا) و آلمریا را حفظ کند. کادیس نیز تنها وقتی سقوط کرد که کودتاچیان توانستند نیروهای کمکی خود را از آفریقا به اسپانیا برسانند. در پایتخت نیروهای کودتاچی پس از شکست در برنامه خود به پادگان مونتانا عقب نشستند که روز بعد با خشونت زیاد توسط جمهوری‌خواهان فتح شد. نخست‌وزیر جدید خوزه جیرال نیز فرمان پخش سلاح میان مردم جهت مقابله با کودتاچیان را صادر نمود. گروه‌های چپ که عمده کارگران و نیروهای پرولتری شهرهای بزرگ و مراکز صنعتی را رهبری می‌کردند با کمک مردم و سلاح‌هایی که دولت در اختیارشان قرار داده بود توانستند مانع از سقوط شهرهای مهمی مانند مادرید، بارسلون، والنسیا و دیگر شهرهای حاشیه دریای مدیترانه شوند. هرچند که این سلاح‌ها به دست آنارشیست‌ها نیز رسید و ایشان هم در بخش‌های از آراگون و کاتالونیا را به اشغال خود درآورند اما در این ایام روابط میان ایشان و دولت جمهوری هنوز چندان نامساعد نشده بود.
با وجود این رخدادهای اولیه هنوز جنگ بزرگ در پیش بود. نیروهای کودتاچی توانستند با کمک هواپیماهای باری یونکرس یو ۳/۵۲ام که آلمان نازی برایشان فراهم کرده بود ارتش ۳۰ هزار نفره مستقر در آفریقا را به اسپانیا بیاورند و نیروی هوایی جمهوری با توجه به آشفتگی‌های موجود هیچ کاری جهت جلوگیری از این پروازها انجام نداد. این ترابری هوایی نخستین مورد در تاریخ داد و اجازه داد نیروهای ارتش آفریقا در سویا به دیگر نیروهای کودتاچی بپیوندند و سپس با حرکت به سمت شمال به نیروهای ژنرال مولا در آنجا بپیوندند تا بدین ترتیب بخش مهمی از شمال و شمال غرب اسپانیا به همراه مرکز و غرب ناحیه اندلس را در تصرف بگیرند. دولت و طرفدارانش نیز اداره بخش عمده ساحل شرقی، مادرید و نواحی اطراف آن، آستوریاس، استان کانتابریا و بخش‌هایی از سرزمین باسک (منطقه خودمختار) در شمال را حفظ کردند.
مولا که می‌خواست حس ترس و وحشت عمیقی در نواحی تحت اشغال ملی‌گرایان ایجاد کند فرمان کشتار فراماسون‌ها و چپ‌ها را صادر نمود که در آن بسیاری از عناصر میانه‌رو سوسیالیست نیز قربانی شدند. در نواحی تحت تصرف جمهوری نیز هرچند کشتار و وحشت‌افکنی به مانند آنچه که مولا انجام می‌داد در جریان نبود اما توده‌های خشمگین مردم و گروه‌های تندرو چپ اقدام به کشتار مذهبی‌ها، پادشاهی‌خواهان و ملی‌گرایان می‌کردند.
ملی‌گرایان در این ایام تقریباً ۱۱ میلیون از جمعیت ۲۵ میلیونی اسپانیا را در منطقه خود داشتند و نیمی از ارتش نیز با ایشان همراه شده بود. البته باید توجه داشت که در ارتش باقی‌مانده در دست جمهوری تا ۹۰ درصد افسران یا گریخته بودند یا به ملی‌گرایان پیوسته بودند که این مسئله به شدت از کارایی ارتش جمهوری می‌کاست درحالی که ملی‌گرایان با این مشکل مواجه نبودند.
مهم‌ترین بازوی نظامی ملی‌گرایان ارتش آفریقا بود که ۳۰ هزار تن نیرو داشت. افزون براین ۳۰ هزار نفر نیز از دیگر ارگان‌های نظامی مانند پلیس، گارد مدنی و کارابینیرها به ملی‌گرایان پیوستند. در سمت مقابل نیز تقریباً ۵۰ هزار نفر از این نیروهای نظامی به جمهوری وفادار ماندند. پخش سلاح توسط دولت میان مردم به زودی به یک مشکل بدل شد. از ۵۰۰ هزار تفنگی که دولت در اختیار داشت ۲۰۰ هزارتا همچنان در انبارها بودند. ۶۵ هزارتا در روزهای نخست کودتا میان مردم مادرید توزیع شد که از این میان تنها ۷۰۰۰ تا قابل استفاده باقی ماندند و از همه بدتر آنکه به دلیل پیشروی‌های سریع ملی‌گرایان در روزهای پس از کودتا ۷۰ هزار اسلحه به دست آن‌ها افتاد. همچنین دولت تنها یک سوم مسلسل‌های سبک و سنگین و ۳۸۷ عراده از مجموع ۱۰۰۷ توپ این کشور را توانست در دست خود نگه دارد. از ۱۸ تانک به دردبخور ارتش اسپانیا نیز ۱۰ عدد در دست دولت ماند.
در بخش دریایی ملی‌گرایان تنها ۱۷ کشتی را به دست آوردند و ۲۷ کشتی در دست دولت ماند. هرچند که دو ناو کلاس کاناریاس که به روزترین کشتی‌های اسپانیا بودند به دست ملی‌گرایان افتادند. همچنین در نیروی دریایی نیز به مانند نیروی زمینی به دلیل پیوستن بسیاری از افسران به ملی‌گرایان کیفیت نیروهای کودتاچی بهتر بود. تنها در نیروی هوایی بود که نگرانی بعضی از افسران وفادار جمهوری از وقوع کودتا موجب شده بود تا اقداماتی انجام شود و هنگامی که کودتا رخ داد بیش از دو سوم تجهیزات هوایی در دست جمهوری باقی ماند. البته نیروی هوایی اسپانیا در آن روزگار کاملاً از رده خارج محسوب می‌شد و مشکلات جدی در بحث قطعات داشت.

## پانوشت‌ّها
1. ↑  (اسپانیایی: Golpe de Estado de España de julio de 1936 یا در میان شورشیان، Alzamiento Nacional)